# Arturo Reghini
Arturo Reghini (12 november 1878 – 1 juli 1946)  was een Italiaans filosoof, wiskundige en occultist. Hij is omschreven als een "sleutelfiguur in de geschiedenis van de twintigste-eeuwse Italiaanse esoterie".

## Levensloop
Reghini werd op 12 november 1878 te Florence geboren en groeide op in een adellijke familie met een lange geschiedenis. Zijn aristocratische achtergrond stelde hem in staat om vijf talen te leren en naar de prestigieuze Universiteit van Pisa te gaan om wiskunde te studeren. 
Hij werd in 1903 vrijmetselaar, en speelde sindsdien een prominente rol in de Italiaanse vrijmetselaarsgeschiedenis. Rond deze tijd ontmoette hij de esotericus Amedeo Armentano die hem inspireerde zich te laten inwijden in een neo-pythagoreïsche traditie.
Toen Benito Mussolini in 1922 aan de macht kwam moedigde Reghini het nationalisme van de nieuwe regering aan terwijl hij ondertussen de katholieke vleugel van het fascisme streng bekritiseerde. Op latere leeftijd, in 1933, werd hij ook daadwerkelijk lid van de fascistische partij.
Reghini overleed op 1 juli 1946.

## Filosofie en esoterie
Reghini wilde een opleving van de heidense "klassieke traditie" teweeg brengen. Hij promootte in dit verband een "magia colta", een verheven magie, en verdedigde de terugkeer naar een platoonse spiritualiteit. Hier volgt een beschrijving van twee centrale concepten uit zijn oeuvre:

### De heidense inwijdingstraditie
Reghini verdedigde het idee dat er een ononderbroken heidense inwijdingstraditie bestond. Deze traditie, die hij de Schola Italica noemde, zou zijn oorsprong in de oudheid vinden en zich tijdens de overheersing van het christendom verborgen hebben in mysterie. Het hart van de traditie zou zich in Rome bevinden, en overgeleverd zijn via Italiaanse schrijvers en dichters. Zo zouden Vergilius en Dante onderdeel van de Schola Italica zijn geweest. Later zou de traditie verbonden zijn geraakt met de Italiaanse vrijmetselarij. Volgens Reghini had een kleine vrijmetselaarselite dus nog een levende link met de wijsheid uit de oudheid.

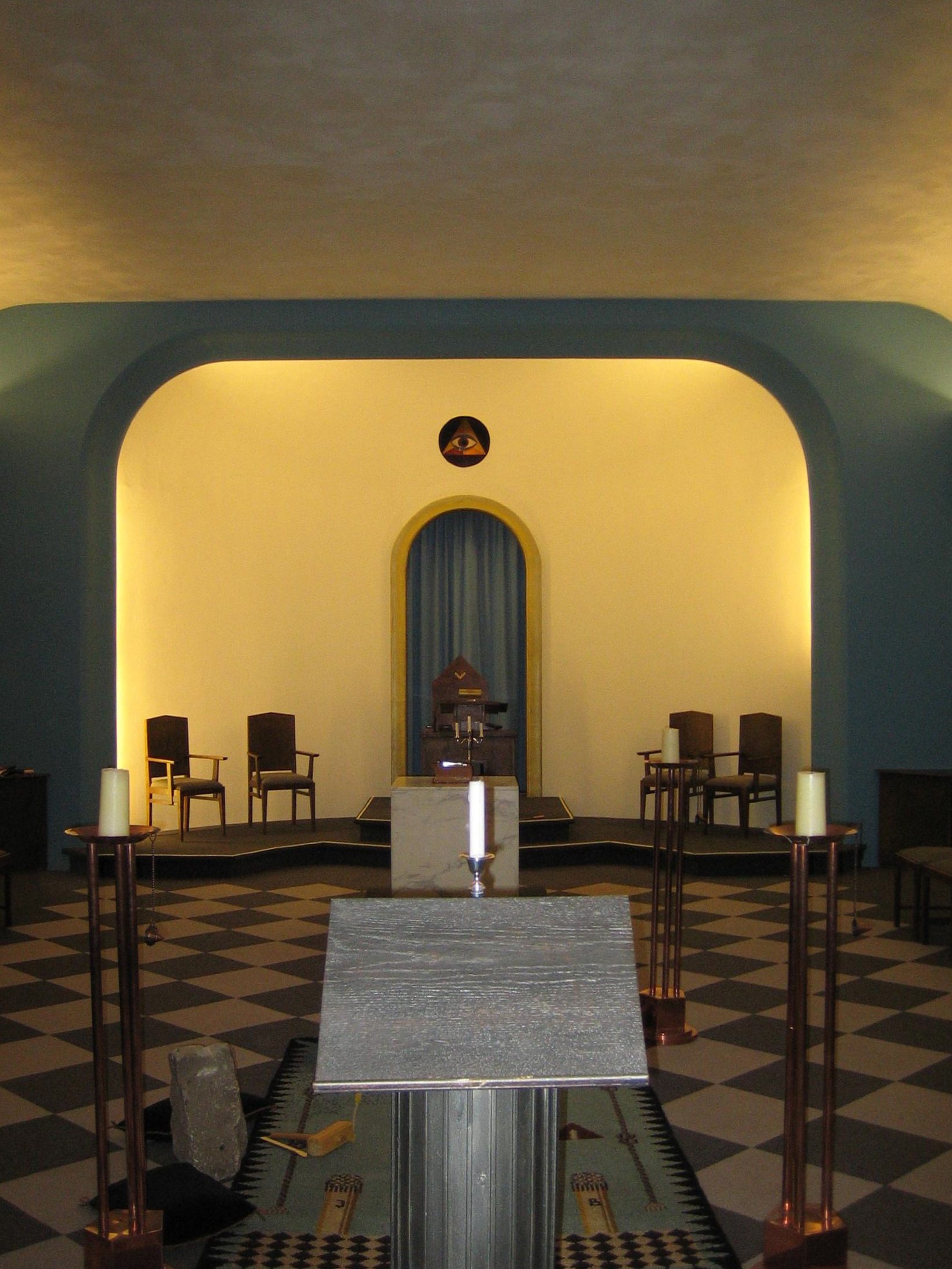
Een werkplaats van de vrijmetselarij. Reghini schreef over verbanden tussen wiskunde en vrijmetselarij.

### De metafysica van de wiskunde
Volgens Reghini zou de symboliek van de Schola Italica zuiver wiskundig zijn geweest. In dit verband poneerde hij in zijn L’Impronta  Pitagorica  nella  Massoneria (1924) verbanden tussen cijfers, verschillende niveaus van het bestaan, muzieknoten en stadia van maçonnieke inwijding. Door het herkennen van deze occulte verbanden was het volgens Reghini mogelijk om op te stijgen van het materiële naar het goddelijke en uiteindelijk een religieuze wedergeboorte te ervaren. In deze zin zou het doel van de wiskunde en vrijmetselarij identiek zijn. Bij beide richt het individu zich op het transcenderen van het dagelijks leven om zo uiteindelijk herboren te worden als god.

## De Ur groep
Reghini was in 1927 samen met de Italiaanse esoterici Giulio Parise en Julius Evola een van de stichtende leden van de zogenaamde "Ur groep". Deze groep was een geheim genootschap dat streefde naar wat ze een "praktische metafysica" noemde, dat als doel inwijding en zelf-vergoddelijking had.
De groep had een bijbehorend tijdschrift, genaamd UR (1927–1929), dat zichzelf in de eerste uitgave als "initiatiek, hiërarchisch, traditioneel, westers en elitair" omschreef. De leden van de Ur groep schreven in dit tijdschrift onder anonieme pseudoniemen en Reghini schreef onder het pseudoniem "Pietro Negri". Het tijdschrift werd in 1929 ontbonden na een ruzie tussen Reghini en Evola.

## Invloed
Reghini's invloed is grotendeels binnen Italië gebleven, specifiek binnen de twintigste-eeuwse Italiaanse filosofie en esoterie. Zo introduceerde hij de invloedrijke fascistische intellectueel Julius Evola tot alchemische en traditionalistische teksten. De historicus Paul Furlong stelt dat hij Evola de sleutels gaf om de fundamentele intellectuele en politieke problemen uit zijn vroege jaren op te lossen.
Verder vormden zijn ideeën over een heidense inwijdingstraditie een belangrijke inspiratiebron voor het Italiaans neopaganisme.